# Théâtre royal de Hobart
Le Théâtre royal est un établissement culturel situé à Hobart, en Australie. À proximité de lui se trouve le port en centre ville (29 Campbell Street, Hobart 7000). Il accueille de nombreux spectacles internationaux de ballet, d'opéra, de théâtre et de comédie musicale. Il a été construit entre 1834 et 1837 et est la plus ancienne salle de représentation encore en activité en Australie.
Beaucoup d'interprètes internationaux ont joué au Royal - de Marcel Marceau à Peter Ustinov. Noel Coward l'a appelé : un dream theatre et Laurence Olivier est venu à sa défense quand il a été menacé de démolition dans les années 1940.